# Dolley Madison
Dorothea Dandridge "Dolley" Payne Todd Madison (New Garden (North Carolina), 20 mei 1768 – Washington D.C., 12 juli 1849) was de echtgenote van Amerikaans president James Madison en de first lady van het land tussen 1809 en 1817. Haar naam wordt vaak fout gespeld als Dolly. Tijdens de ambtstermijn van Thomas Jefferson, die haar man voorafging als president en weduwnaar was, fungeerde Dolley ook voor sommige gelegenheden als first lady.

## Jonge leven
Ze werd geboren in New Garden in de staat North Carolina als dochter van de niet zo succesvolle boer John Payne en zijn vrouw Mary Coles. Ze had vier broers en drie jongere zusters. De familie woonde in Hanover County, Virginia. In haar kindertijd gebeurden veel belangrijke dingen in de Amerikaanse geschiedenis: het bloedbad van Boston, de Boston Tea Party, de Amerikaanse Onafhankelijkheidsverklaring en de slag bij Valley Forge. In juli 1783 bevrijdde John Payne zijn slaven en verhuisde met zijn familie naar Philadelphia zodat de kinderen een betere opvoeding konden genieten en ze ook dichter bij hun quaker-roots waren.

## Eerste huwelijk
Op 7 januari 1790 huwde ze in Philadelphia John Todd Jr. (1764-1793), een advocaat die Dolleys vader voor een faillissement behoedde en werk vond voor haar moeder. Ze kregen twee kinderen: John Payne (1792-1852) en William Temple (†1793). In 1793 brak er een epidemie van de gele koorts uit in Philadelphia. John bracht zijn vrouw en zonen in veiligheid buiten de stad en keerde daarna terug naar de zieken, waaronder zijn ouders. Hij stierf op 24 oktober 1793 aan de gele koorts, net als hun jongste zoon William Temple. Ook Dolley en haar andere zoon waren geïnfecteerd maar konden herstellen.

## Tweede huwelijk
Nadat Dolley terugkeerde naar Philadelphia stelde een vriend, Aaron Burr haar voor aan James Madison. Op 15 september 1794 huwde het paar. Het huwelijk vond plaats in Virginia op een plantage die eigendom was van haar schoonbroer George Steptoe Washington, een neef van de eerste president George Washington. Ze kregen geen eigen kinderen maar voedden John Payne, die ze kortweg Payne noemden, verder op. Hij werd later gokverslaafd en zorgde er uiteindelijk voor dat zijn moeder arm werd.
Tijdens de ambtstermijn van haar man als president stond Dolley bekend als een gracieuze gastvrouw. Toen het Britse leger het Witte Huis platbrandde in 1814, redde ze waardevolle papieren en een schilderij van George Washington.

## First Spouse Coin
Het First Spouse Program valt onder de Presidential $1 Coin Act, een serie munten met de afbeeldingen van de eerste presidentsvrouwen op. Die van Dolley Madison is in 2007 uitgegeven.

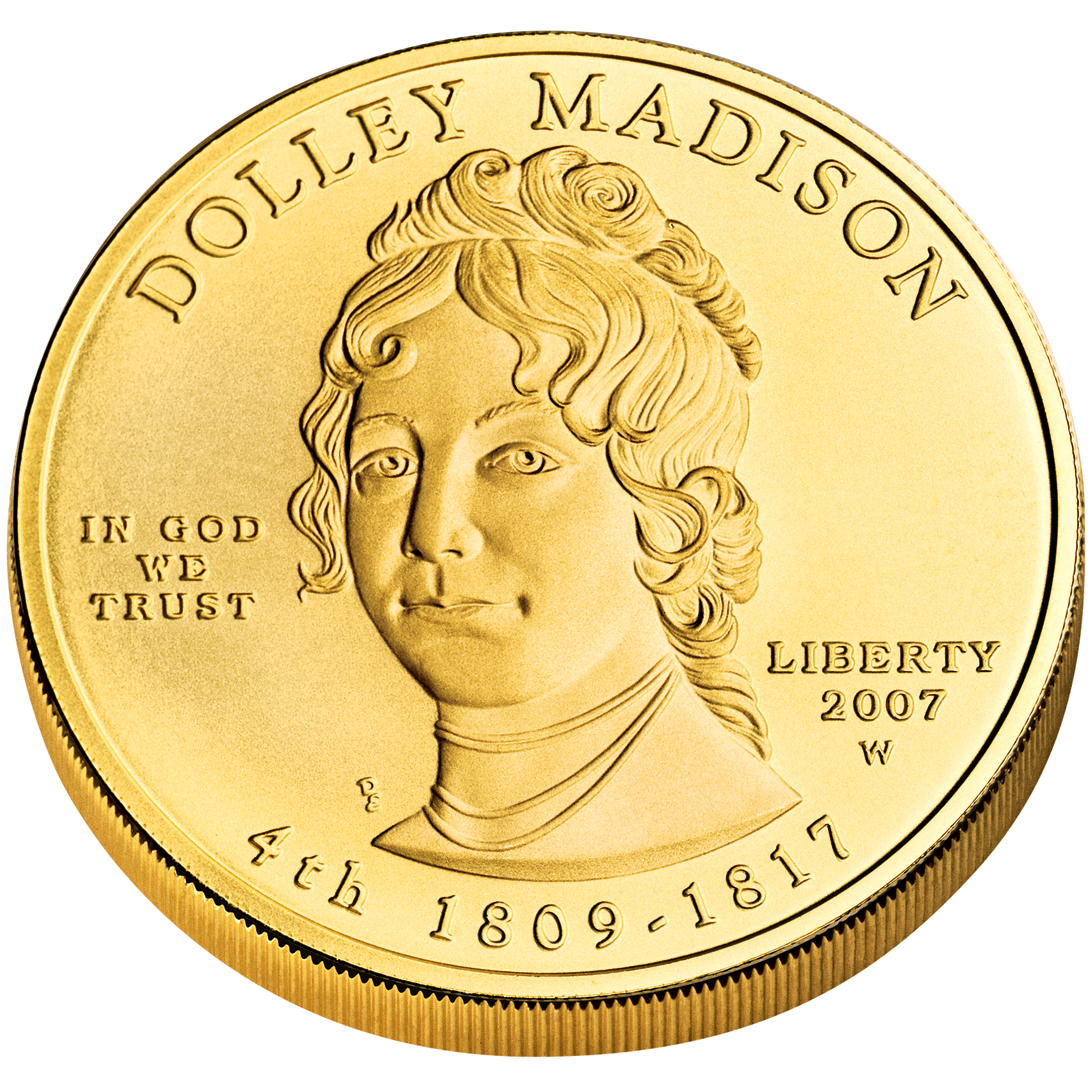
Voorkant

Martha Washington ·
Abigail Adams ·
Martha Jefferson Randolph ·
Dolley Madison ·
Elizabeth Kortright Monroe ·
Louisa Adams ·
Emily Donelson ·
Sarah Yorke Jackson ·
Angelica Van Buren ·
Anna Harrison ·
Letitia Tyler ·
Priscilla Tyler ·
Julia Tyler ·
Sarah Polk ·
Margaret Taylor ·
Abigail Fillmore ·
Jane Pierce ·
Harriet Lane ·
Mary Lincoln ·
Eliza Johnson ·
Julia Grant ·
Lucy Hayes ·
Lucretia Garfield ·
Mary McElroy ·
Rose Cleveland ·
Frances Cleveland ·
Caroline Harrison ·
Mary Harrison McKee ·
Ida McKinley ·
Edith Roosevelt ·
Helen Taft ·
Ellen Wilson ·
Edith Wilson ·
Florence Harding ·
Grace Coolidge ·
Lou Hoover ·
Eleanor Roosevelt ·
Bess Truman ·
Mamie Eisenhower ·
Jacqueline Kennedy ·
Lady Bird Johnson ·
Pat Nixon ·
Betty Ford ·
Rosalynn Carter ·
Nancy Reagan ·
Barbara Bush ·
Hillary Clinton ·
Laura Bush ·
Michelle Obama ·
Melania Trump ·
Jill Biden ·
Melania Trump
- Bibliothèque nationale de France: cb16728992h (data)
- Gemeinsame Normdatei: 119230186
- International Standard Name Identifier: 0000 0001 0977 799X
- Library of Congress Control Number: n50039293
- National Archives and Records Administration: 10582589
- Nationale Bibliotheek van Tsjechië: jo20221141977
- Nationale Bibliotheek van Israël: 987007304643805171
- Nationale Bibliotheek van Polen: a0000001855670
- SNAC: w6hj78hp
- Système universitaire de documentation: 14637181X
- Trove: 910904
- Union List of Artist Names: 500088758
- Virtual International Authority File: 59889799
- WorldCat: E39PBJxxc8PkdJBV8bHv3TcHG3